# Joan Rosell i Rubert
Joan Rosell i Rubert (Gandesa, 9 de març de 1852 - Madrid, 12 de març de 1925) fou un advocat i polític català, diputat i senador a les Corts Espanyoles durant la restauració borbònica.
Llicenciat en dret, era parent de Venancio González y Fernández i s'establí a Madrid, on treballà en el Consell d'Estat d'Espanya i al Tribunal Contenciós Administratiu. També es dedicà al conreu de la vinya a Toledo. Milità al Partit Liberal, amb el qual fou elegit diputat pel districte de Barcelona a les eleccions generals espanyoles de 1886, 1893, 1896 i 1898 i senador per la província de Barcelona el 1903-1904, 1904-1905, 1905-1907, 1910-1911 i 1914-1915.